# CD153
CD153 هوَ بروتين يُشَفر بواسطة جين CD153 في الإنسان.